# Léghőmérséklet
A léghőmérséklet a levegő hőállapotát számszerűen jellemző fizikai alapmennyiség, egysége °C. Csaknem mindegyik, a légkörjellemzőkkel/mozgásokkal kapcsolatos összefüggés független változója. 
A hőmérséklet a besugárzás függvénye: alapvetően a napsugárzást elnyelő felszín melegíti fel alulról a légkört, a hővezetés, konvekció, advekció és turbulens áramlás összetett folyamatai révén. 
A legerősebb besugárzást 1-2 órával követi a napi hőmérsékleti maximum. A felszíntől távolodva a hőmérséklet egyre csökken – az átlagos hőmérséklet-csökkenés 100 méterenként száraz levegőben 1 °C, nedves levegőben 0,65 °C.

## Talaj közeli hőmérséklet
A meteorológiai megfigyelőállomásokon hőmérőházakban mérik a légkör hőmérsékletét a felszín felett 2 m-es magasságban, helyi középidőben 1, 7, 13, 19 órakor.
A mért értékek figyelembevételével állapíthatók meg a következő adatok:
| Maximumhőmérséklet:    | az adott időszakban megfigyelt legmagasabb hőmérséklet. |
| Minimumhőmérséklet:    | az adott időszak legalacsonyabb mért hőmérséklete. |
| Napi középhőmérséklet: | egy adott napon többször mért hőmérsékleti adatok átlaga. |
| Napi hőmozgás:         | a 24 óra alatt mért legnagyobb és legkisebb hőmérsékleti érték különbsége.                                                                                               |
| Havi középhőmérséklet: | egy hónapban a napi középhőmérsékletek átlaga. |
| Évi középhőmérséklet:  | 12 hónap havi középhőmérsékleteinek az átlaga. Hazánk évi középhőmérséklete 10 °C körüli.                                                                                |
| Éves közepes hőingás:  | a legmelegebb és leghidegebb hónap középhőmérsékletének különbsége. |
| Radiációs minimum:     | az éjszaka folyamán a talajfelszín kisugárzása következtében beálló legalacsonyabb hőmérséklet. (A mérésére szolgáló hőmérőt a talajfelszín felett 5 cm-re helyezik el.) |

A hőmérséklet periodikus változásai közül a napi és az évi járás a domináns, de vannak aperiodikus összetevők is, hosszabb-rövidebb megfigyelési időszakban egyaránt.

## Egyéb fogalmak
- Izotermák: az egyenlő hőmérsékleti pontokat összekötő görbék.
- Hőmérsékleti anomáliák: a például sugárzási adatokból számított és a valóságban mért hőmérséklet különbségei adott földrajzi helyen – az eltérés iránya szerint pozitív vagy negatív jelleggel.
- Konvekció: függőleges légáramlás esetén lezajló hőcsere. Fajtái:elemi konvekció, turbulencia, frontális emelés, orografikus emelés.
- Advekció: légáramlással zajló horizontális (vízszintes) irányú hőcsere.

A levegő hőmérséklete a talajtól kiindulva a magassággal változik, a troposzférában rendszerint csökken. Amennyiben nem csökkenés következik be, akkor a következő eseteket figyelhetjük meg:
- Izotermia: A légkör olyan rétegében beszélünk izotermiáról, amelyben a hőmérséklet függőlegesen nem változik.
- Inverzió: A légkör olyan rétege, amelyben a levegő hőmérséklete a magassággal növekszik.
- Talaj menti inverzió: ha közvetlenül a talaj közelében a megszokottól eltérően a hőmérséklet nő a magassággal, nem pedig csökken. (Kialakulásának feltétele a szélcsend és a derült, felhőtlen éjszaka. Ekkor a földfelszín kisugárzása nagy, emiatt a talaj közelében erős a lehűlés, gyakran sűrű köddel jár.)